# Kabaddi
El Kabaddi (Kabbadi o Kabadi) es un antiguo juego y un deporte de equipo de Asia Meridional, aunque es muy popular en el Sudeste Asiático. Es el deporte nacional de Bangladés, y se juega también en Japón, Corea, Canadá e India.

## Reglas de juego

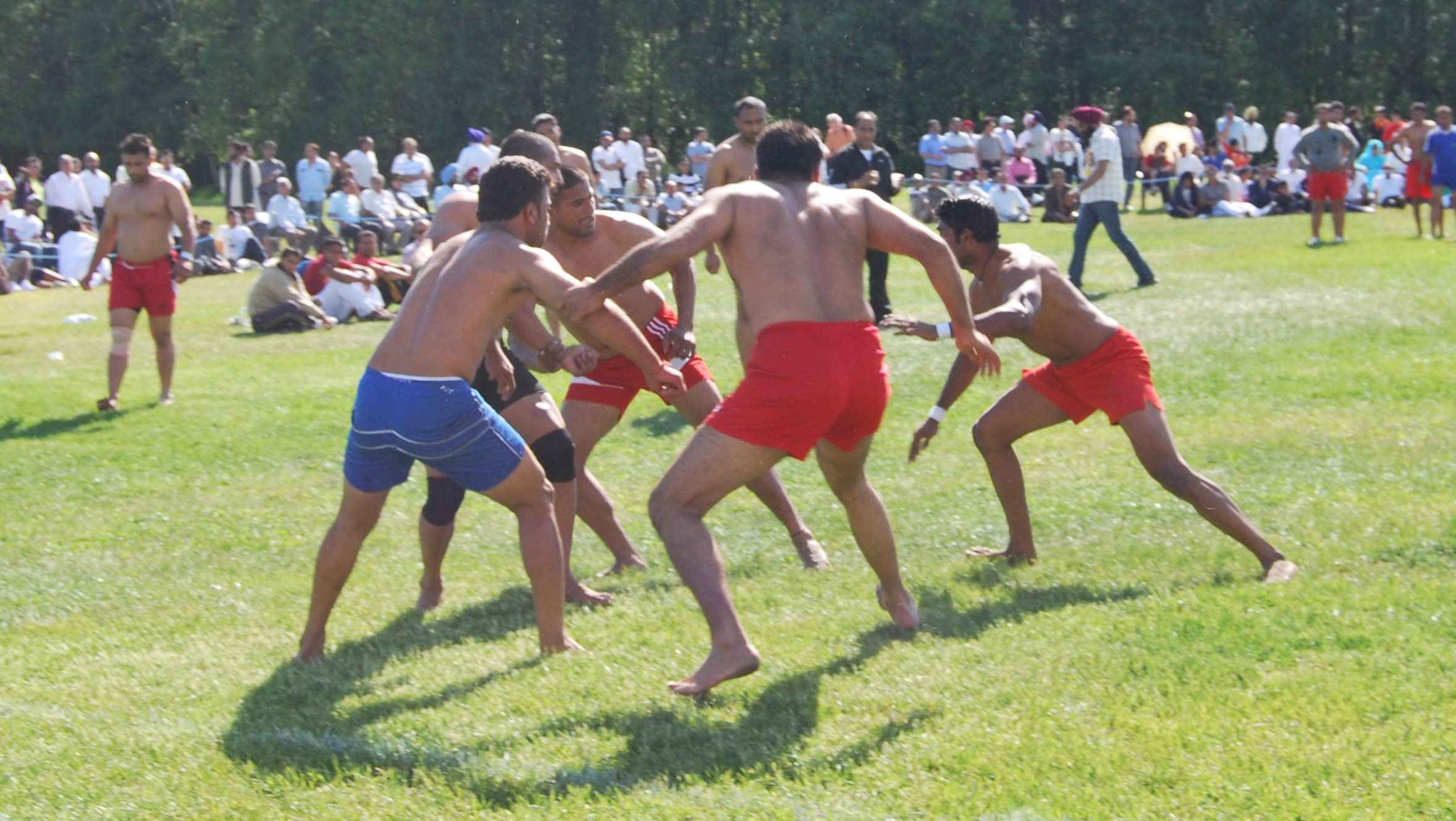
Círculo de Kabaddi.

Existen tres variantes del Kabaddi: Kabaddi Indoor, Circle Kabaddi y Beach Kabaddi. Es deporte oficial en los Juegos Asiáticos y es el Deporte Nacional de Bangladés.
Juegan dos equipos de siete personas, en una cancha de 12,5 X 10 metros (aproximadamente la mitad de una cancha de baloncesto). Cada equipo tiene cinco jugadores en la reserva. Se juegan dos tiempos de 20 minutos, con un intermedio de cinco, tras el cual los equipos cambian de lado.

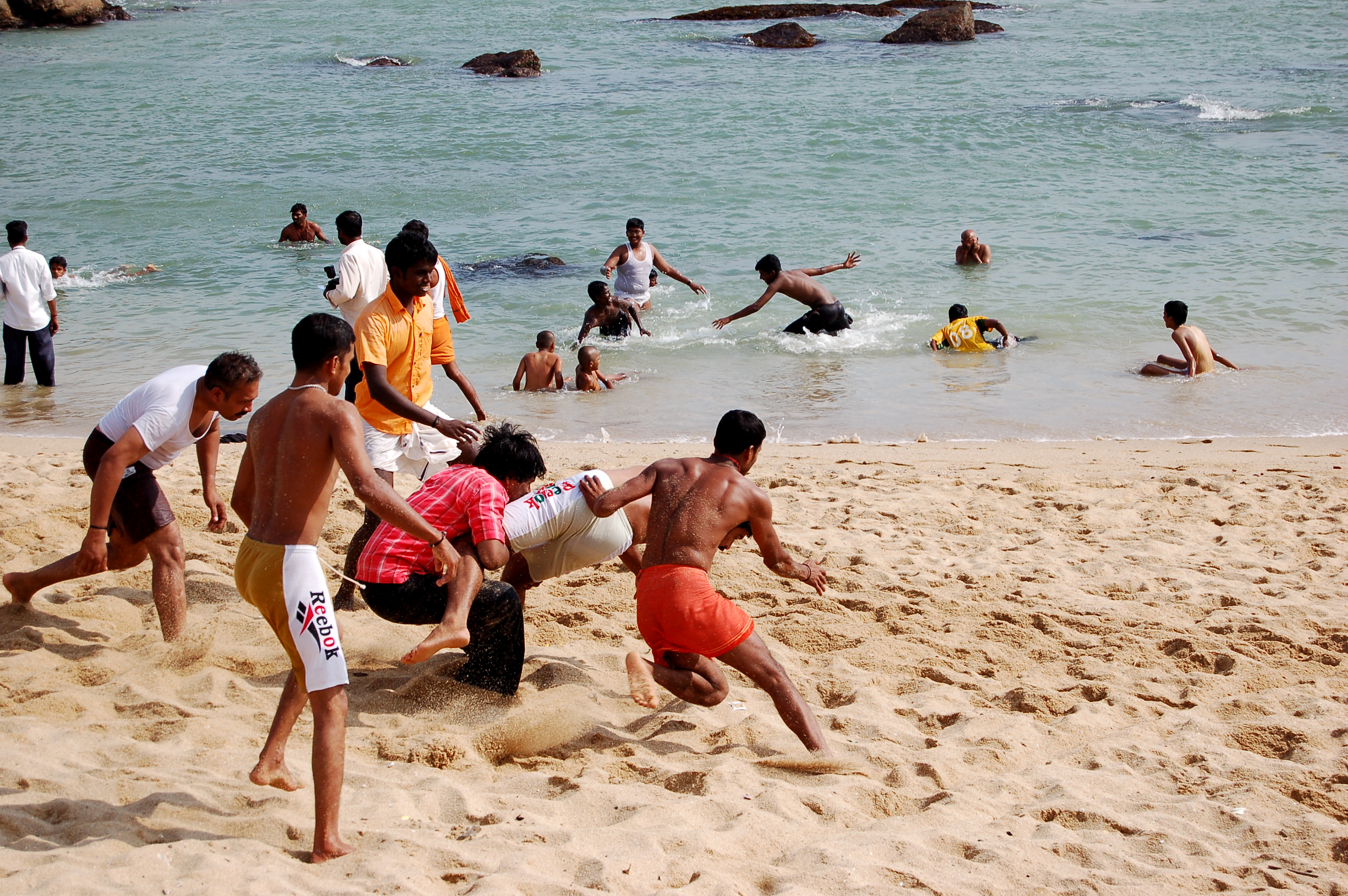
Beach Kabaddi.

Los equipos se turnan enviando un "raider" al área contraria, con el fin de "capturar" jugadores del equipo contrario, antes de volver al suyo. Los miembros "capturados" deben salir de la cancha. El atacante no debe respirar durante el ataque, demostrándolo cantando ininterrumpidamente. De ahí viene el nombre del juego, ya que Kabaddi significa "canto" en India y Pakistán, hađuđu en Bangladés, do-do en Nepal, guddo en Sri Lanka, chado-guddo en Malasia y techib en Indonesia.
Normalmente los grandes jugadores mantienen el canto ("kabaddi, kabaddi, kabaddi...") por lapsos superiores a 40 segundos. Los jueces de Kabaddi poseen un singular y desarrollado sentido de la audición, dado que la interrupción del canto o la equivocación en la palabra determina la eliminación del "raider". 
Mientras esto sucede, los defensores no deben ser tocados (forman cadenas, tomándose de las manos para no chocarse entre ellos) y tratan de acercar al "raider". Éste, para sumar puntos para su equipo, debe:
1- Intentar tocar algún rival sin salirse del rectángulo que está invadiendo,
2- Si logra tocar a algún rival, debe volver a la línea de donde partió (la línea central) dado que al tocar dicha línea sumará los puntos por los jugadores que haya tocado, los cuales quedarán fuera de juego momentáneamente. Pudiendo ser "revividos" solo cuando su equipo puntúe y de acuerdo a los puntos que consigan.
3- No debe interrumpir su canto (kabaddi, kabaddi, kabaddi...) dado que automáticamente queda anulado, otorgando 1 punto a los defensores.
4- Deberá estar muy atento, dado que los defensores podrán detenerlo en cualquier momento, para tratar de no dejarlo volver a la raya central. Cualquier tipo de contacto entre el "raider" y los defensores es considerado contacto: es decir, si alguien intenta detener al "raider" y este forcejea (sin empleo de puños o patadas) y logra llegar a la línea central cantando "kabaddi, kabaddi", el "raider" elimina al defensa o a los defensas que han intentado detenerlo.
Un jugador defensor pierde 1 punto por salirse del espacio de juego durante el ataque.
Cada vez que un jugador sale de la cancha, el otro equipo gana un punto. Cuando el equipo defiende con éxito y no deja retornar al "raider" a su mitad, la defensa se suma 1 punto. Si la defensa consigue detener al "raider" con 3 defensores o menos, se le sumarán 2 puntos al equipo defensor.
Si un equipo no puntúa durante dos "raids" seguidos el tercero será un "do or die raid", en el cual deberá puntuar o su "raider" será eliminado, otorgando 1 punto al equipo contrario.
Si todo un equipo es eliminado (se llama Lona) se suman 2 puntos más al equipo atacante (además de los puntos por eliminar a los jugadores del equipo contrario)  y los 7 defensores vuelven al campo. Es muy común ver que un equipo, cuando queda con un solo defensor, entrega el punto para que retornen sus compañeros que estaban fuera.
El equipo con más puntos al final del juego gana. Los equipos se dividen por edad.
Existen siete oficiales que supervisan el juego: un árbitro, dos asistentes, dos jueces de línea, un encargado del tiempo y uno encargado de llevar los puntos.

## Campo de juego

### Kabaddi Indoor
En el kabaddi indoor o standard el campo de juego se caracteriza por constar de alfombras aprobadas por la IKF que miden 13 metros x 10 metros. Hay una "mid-line" o "línea media", que divide la cancha en dos mitades iguales para los dos equipos que compiten. "Baulk line" o "línea viga" significa cada una de las líneas en la cancha paralela a la línea media a una distancia de 3.75 metros, la cual el asaltante debe cruzar para legitimar una incursión.
El área de "lobby" son tiras a ambos lados de la cancha. Durante una incursión, si el asaltante o el defensor ingresa al lobby sin ningún contacto entre el asaltante y los defensores, esos jugadores serán eliminados del campo de juego. De lo contrario, si hay un contacto entre el asaltante y los defensores el área de "lobby" se habilita ampliando el campo para ambos.

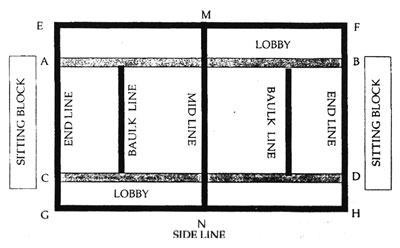
Campo de juego de kabaddi indoor.

La "línea de bonificación" es la línea entre la línea de baulk y la línea final, la cual le da al asaltante la oportunidad de reclamar un punto de bonificación al cruzar la línea de una manera particular cuando hay 6 o más defensores en la cancha.

### Kabaddi Circle
El campo de juego del kabaddi estilo circle se juega en un círculo con un radio de 22 metros. Se divide en dos mitades por una "mid-line" o "línea media", estableciendo así dos lados de la cancha para los equipos rivales. No hay "lobby" o "línea de bonificación".
El "pala" se considera una puerta en el centro del campo de juego. El pala está demarcado por líneas dibujadas o marcadas desde el punto central de la línea media a 3 metros de cada lado y el asaltante llega a su hogar sin peligro solo a través del pala/puerta.
La "línea de baulk" o el límite esencial es una línea trazada desde el poste de pala con un radio de 6 metros a cada lado de la línea media.

## Historia
El juego es muy antiguo. Se han encontrado referencias a él desde hace más de 4.000 años en la India, y allí se sigue practicando, además de en Bangladés, Pakistán y otros lugares de Asia. Los emigrantes de esos países lo han exportado a todo el mundo, incluida España, por lo que se creó una federación internacional. Han existido campeonatos nacionales de países, pero no fue hasta 1994 que se estableció el campeonato en los Juegos de Asia de 1990 como exhibición, y desde ahí en adelante como deporte fijo, siendo ganado cuatro veces consecutivas (Hiroshima 1994, Bangkok 1998, Pusan 2002 y Doha 2006) por la India. 
Participó como deporte de exhibición en los Juegos Olímpicos de Berlín de 1936.
A nivel mundial, la IKF (International Kabaddi Federation) rige el destino del deporte. Jugadores de origen hindú y bengalí han divulgado este deporte por el mundo (Canadá e Inglaterra cuentan con Ligas Profesionales de la versión Circle Kabaddi), siendo Argentina e Italia los dos únicos países en implementar el deporte a nivel escolar.
En Argentina se instituyó el 11 de noviembre como el "Día del Kabaddi" en conmemoración al primer triunfo logrado por la selección de ese país en el Mundial de Kabaddi 2011 (versus Sri Lanka, el 11 de noviembre de 2011).
En España, el kabaddi depende de la Federación Española de Lucha, que es quien compuso la selección española de kabaddi, la cual fue invitada a la Copa del Mundo de Kabaddi 2013, celebrada en Punjab (India). Además, España es miembro de la Federación Internacional de Kabaddi.
En 2013 se puso en marcha la World Kabaddi League Archivado el 22 de junio de 2018 en Wayback Machine., una liga mundial profesional que se juega por equipos de Canadá, Inglaterra, Pakistán, y Estados Unidos, disputándose en sistema Round Robin (todos contra todos) en distintas ciudades del mundo.

## Competiciones destacadas
En el Mundial estilo indoor participan actualmente 12 equipos: Argentina, Australia, Bangladés, Corea del Sur, Estados Unidos, India, Inglaterra, Irán, Japón, Kenia, Tailandia y Polonia.

### Copa Mundial de Kabaddi estiloCircle
Masculino
Resultados de la Copa Mundial de Kabaddi estilo Circle:
| Año  | Final                  |
| 2004 | India 55 – 27 Irán     |
| 2007 | India 29 – 19 Irán     |
| 2010 | India 58 – 24 Pakistán |
| 2011 | India 59 – 25 Canadá   |
| 2012 | India 59 – 22 Pakistán |
| 2013 | India 48 – 39 Pakistán |
| 2014 | India 45 – 42 Pakistán |
| 2015 | Final suspendida       |
| 2016 | India 38 – 29 Irán     |

Femenino
Resultados de la Copa Mundial de Kabaddi estilo Circle:
| Año  | Final                    |
| 2012 | India 25 – 19 Irán       |
| 2013 | India 49 - 21 N. Zelanda |
| 2014 | India 36 - 27 N. Zelanda |

### Liga Pro Kabaddi

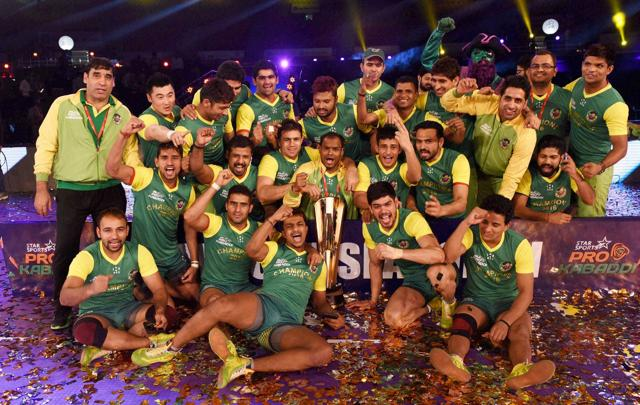
Patna Pirates, ganadores en 2016 de la Pro Kabaddi League.

La Pro Kabaddi league es un torneo de kabaddi indoor profesional establecido en 2014 que reúne a 8 equipos y lleva a la fecha 4 temporadas jugadas. Fue creado con la intención de popularizar el deporte dentro y fuera de India. Parece haber contribuido a un renacer del interés por el deporte. De hecho la final de la primera temporada fue vista, en India solamente, por 86 millones de espectadores.